# Liste der Biografien/Arc
Liste der Biografien |
Portal Biografien |
Personensuche
# |
A |
B |
C |
D |
E |
F |
G |
H |
I |
J |
K |
L |
M |
N |
O |
P |
Q |
R |
S |
T |
U |
V |
W |
X |
Y |
Z |
?
 
Aa |
Ab |
Ac |
Ad |
Ae |
Af |
Ag |
Ah |
Ai |
Aj |
Ak |
Al |
Am |
An |
Ao |
Ap |
Aq |
Ar |
As |
At |
Au |
Av |
Aw |
Ax |
Ay |
Az
 
Ara |
Arb |
Arc |
Ard |
Are |
Arf |
Arg |
Arh |
Ari |
Arj |
Ark |
Arl |
Arm |
Arn |
Aro |
Arp |
Arq |
Arr |
Ars |
Art |
Aru |
Arv |
Arw |
Arx |
Ary |
Arz
Die Liste der Biografien führt alle Personen auf, die in der deutschsprachigen Wikipedia einen Artikel haben. Dieses ist eine Teilliste mit 379 Einträgen von Personen, deren Namen mit den Buchstaben „Arc“ beginnt.

## Arc
- Arc, Kathleen (1939–2006), US-amerikanische Schauspielerin

### Arca
- Arca (* 1989), venezolanische Musikproduzentin und DJ
- Arca, Francesco (* 1979), italienischer Schauspieler
- Arca, İsmail (* 1948), türkischer Fußballspieler und -trainer
- Arca, Julio (* 1981), argentinischer Fußballspieler und -trainer
- Arca, Sabih (1901–1979), türkischer Fußballspieler und -funktionär
- Arcade, Hervé (* 1978), französischer Straßenradrennfahrer von Martinique
- Arcadelt, Jakob (1507–1568), franko-flämischer Komponist, Sänger und Kapellmeister der Renaissance
- Arcades, Amber (* 1988), niederländische Sängerin und Songschreiberin
- Arcadio, Bernard (1945–2022), französischer Unterhaltungs- und Jazzmusiker (Piano, Komposition)
- Arcadius († 408), Kaiser des Oströmischen Reiches (395–408)Arcadius († 408)

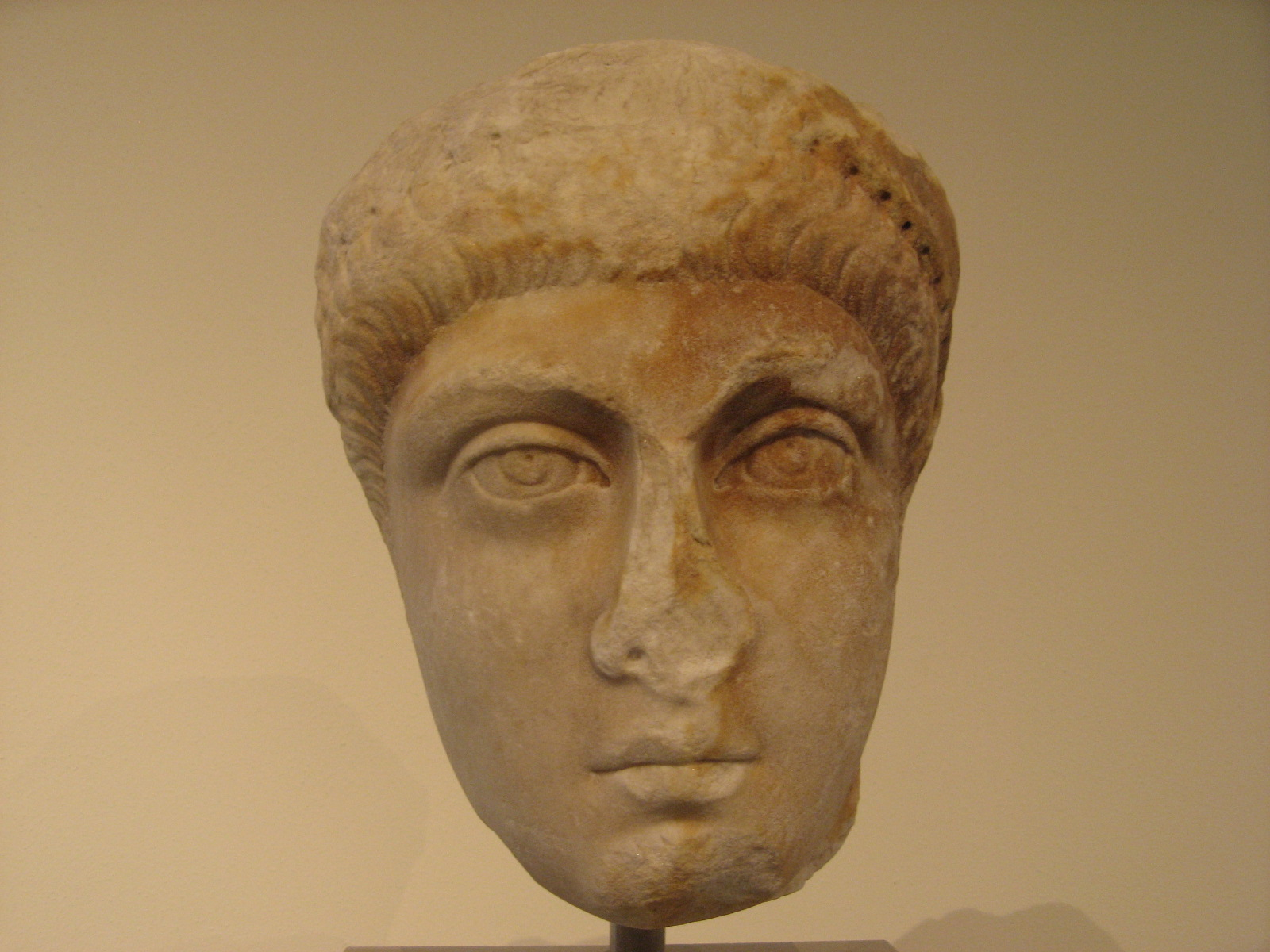
Arcadius († 408)

- Arcadius Placidus Magnus Felix, römischer Konsul 511
- Arcadius von Caesarea († 302), Märtyrer und Heiliger der katholischen Kirche
- Arcan, Gül (* 1959), türkische Schauspielerin
- Arcan, Nelly (1973–2009), kanadische Schriftstellerin
- Arcand, Adrien (1899–1967), kanadischer Rechtsextremist
- Arcand, Denys (* 1941), kanadischer Filmregisseur, Drehbuchautor und Produzent
- Arcand, Gabriel (* 1949), franko-kanadischer Schauspieler
- Arcand, Michel (* 1949), kanadischer Filmeditor
- Arcángel (* 1977), spanischer Flamenco-Sänger
- Arcángel (* 1985), US-amerikanischer Sänger und SongwriterArcángel (* 1985)

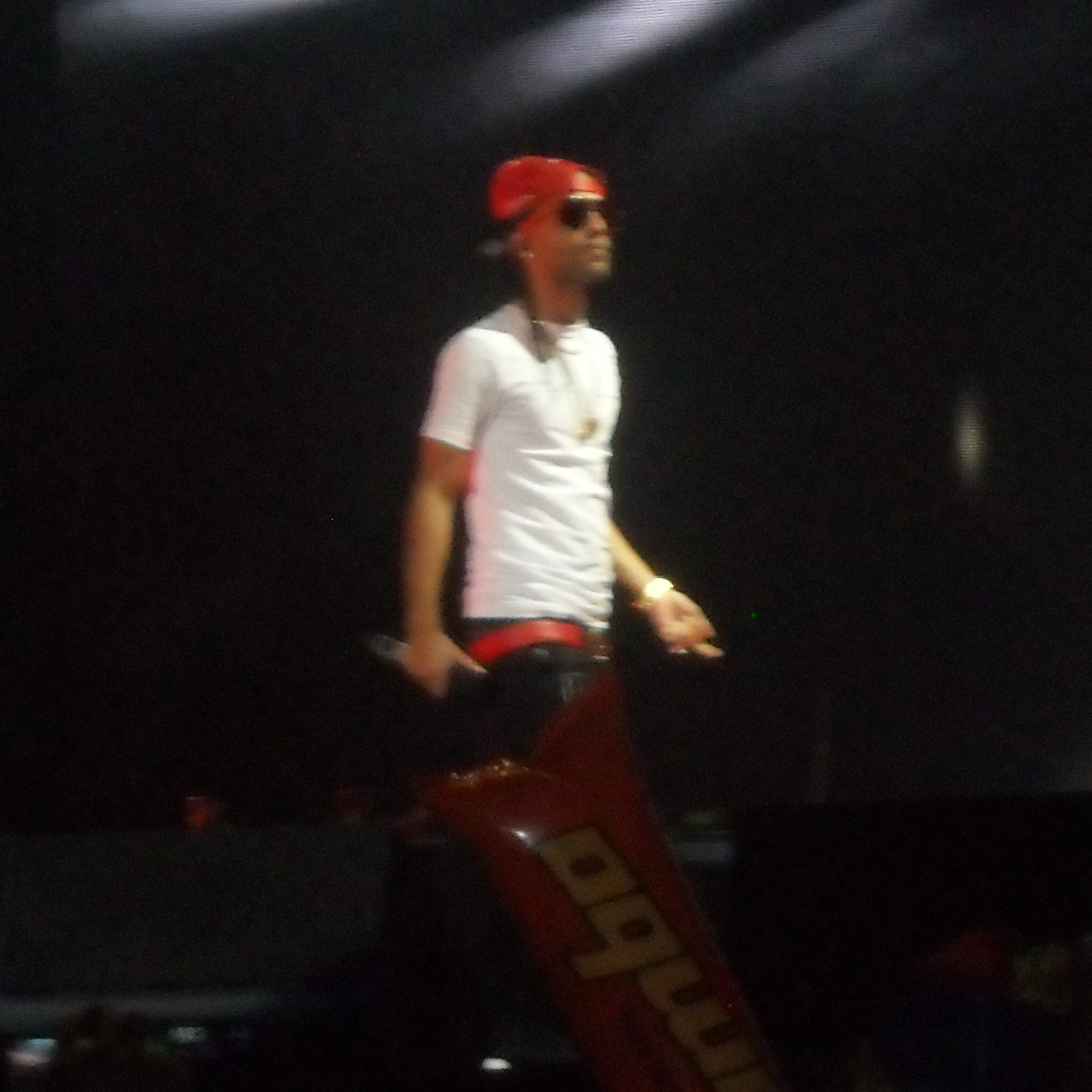
Arcángel (* 1985)

- Arcangel, Cory (* 1978), amerikanischer Multimediakünstler
- Arcangeli, Andrea (* 1993), italienischer Film-, Fernseh- und Theaterschauspieler
- Arcangeli, Francesco (1737–1768), Mörder Johann Joachim Winckelmanns
- Arcangeli, Giovanni (1840–1921), italienischer Botaniker
- Arcangeli, Luigi (1894–1931), italienischer Motorrad- und Automobilrennfahrer
- Arcangioli, Manon (* 1994), französische Tennisspielerin
- Arcangioli, Silvana (* 1983), deutsche Fußballspielerin
- Arcanjo, Geisa (* 1991), brasilianische Leichtathletin
- Arcanjo, Janette (* 1980), brasilianische Fußballschiedsrichterassistentin
- Arcari, Antonio (* 1953), italienischer Geistlicher, römisch-katholischer Erzbischof, Diplomat des Heiligen Stuhls
- Arcari, Bruno (* 1942), italienischer Boxer
- Arcari, Pietro (1909–1988), italienischer Fußballspieler
- Arcaro, Eddie (1916–1997), US-amerikanischer Jockey
- Arcas, Jorge (* 1992), spanischer Radrennfahrer
- Arcas, Julián (1832–1882), spanischer Gitarrist, Komponist und Gitarrenlehrer
- Arcasio, Giovanni Francesco Alessandro (1712–1791), italienischer Rechtsgelehrter
- Arcayürek, Ilker (* 1984), österreichischer Opernsänger (Tenor)

### Arce
- Arce Martínez, Sergio (1924–2015), kubanischer presbyterianischer Theologe und Hochschullehrer
- Arce Ruiz, Aniceto (1824–1906), bolivianischer Präsident
- Arce Vivas, Miguel Ángel (1904–1987), kolumbianischer römisch-katholischer Geistlicher, Erzbischof von Popayán
- Arce y Fagoaga, Manuel José (1787–1847), zentralamerikanischer Präsident
- Arce y Fagoaga, Pedro (1801–1871), Surpremo Director von El Salvador
- Arce y Ochotorena, Manuel (1879–1948), spanischer Geistlicher, Erzbischof von Tarragona und Kardinal
- Arce, Bastián (* 1989), chilenischer Fußballspieler
- Arce, Daniel (* 1992), spanischer Leichtathlet
- Arce, Fernando (* 1980), mexikanischer Fußballspieler
- Arce, Francisco (* 1971), paraguayischer Fußballspieler
- Arce, Jorge (* 1979), mexikanischer Boxer
- Arce, José (1881–1968), argentinischer Diplomat und Arzt
- Arce, José (* 1974), deutscher Autor
- Arce, Juan Carlos (* 1958), spanischer Romancier, Autor von Theaterstücken und Anwalt
- Arce, Juan Carlos (* 1985), bolivianischer Fußballspieler
- Arce, Lisa (* 1969), US-amerikanische Beachvolleyballspielerin
- Arce, Luis (* 1963), bolivianischer Ökonom, Hochschullehrer und PolitikerLuis Arce (* 1963)

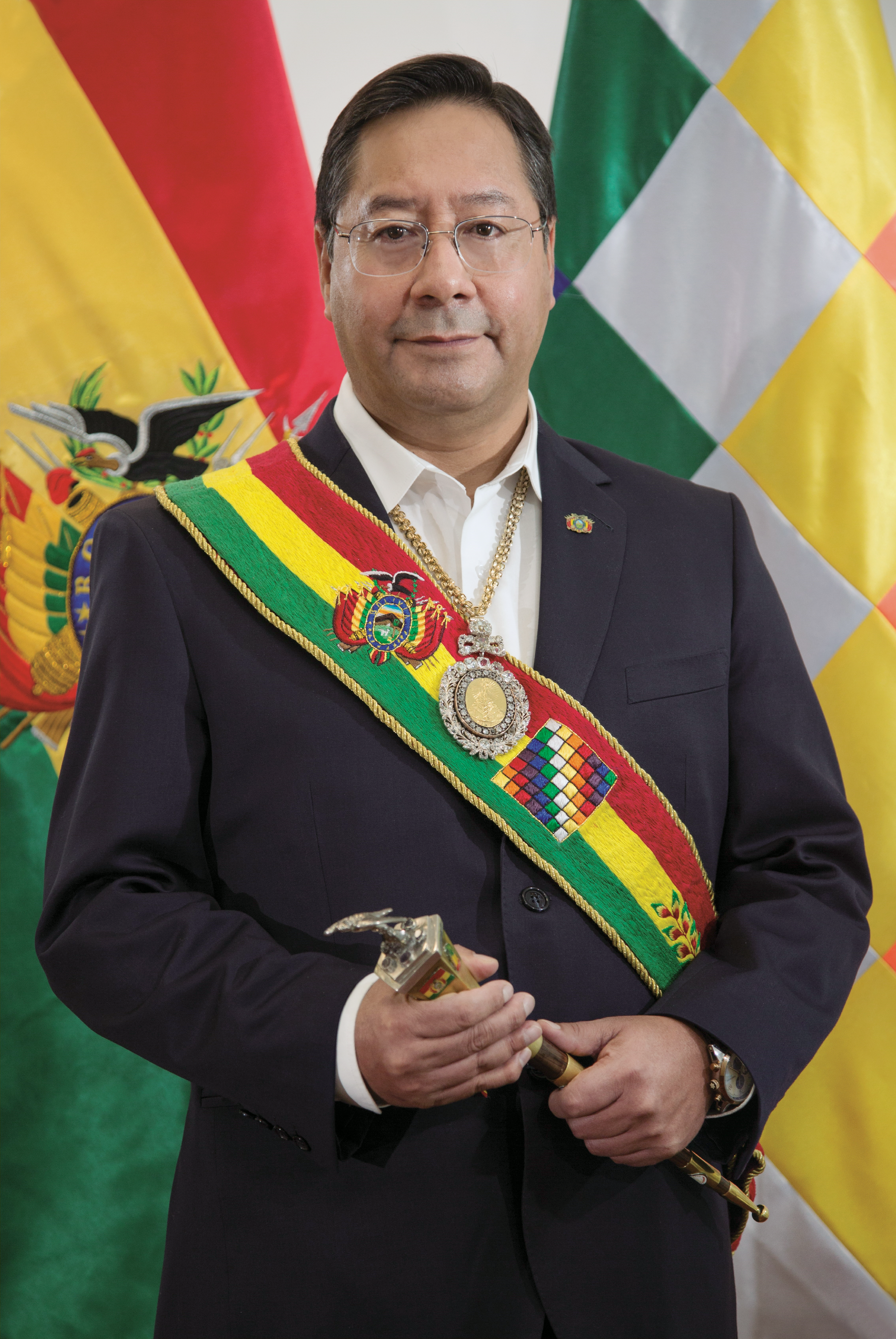
Luis Arce (* 1963)

- Arce, Mariana (* 1993), bolivianische Sprinterin
- Arce, Óscar (* 1990), kolumbianischer Fußballspieler
- Arce, Valery (* 2006), kolumbianische Leichtathletin
- Arce, Zellyka (* 1997), mexikanische Fußballspielerin
- Arcega-Whiteside, J. J. (* 1996), spanisch-US-amerikanischer American-Football-Spieler
- Arcel, Nastja (* 1963), dänische Schauspielerin, Dokumentarfilmregisseurin und Buchautorin
- Arcel, Nikolaj (* 1972), dänischer Filmregisseur und Drehbuchautor
- Arcel, Ray (1899–1994), US-amerikanischer Boxtrainer
- Arcelin, Jean (* 1962), französisch-schweizerischer Maler aus dem Kanton Waadt
- Arcelus, Sebastian (* 1976), US-amerikanischer Schauspieler
- Arceneaux, Hayley (* 1991), US-amerikanische Arztassistentin und Raumfahrerin
- Arceo, Norberto (* 1943), philippinischer Radrennfahrer
- Arcère, Louis-Étienne (1698–1782), französischer Historiker und Priester der Oratorianer
- Arces, Jean d’ († 1454), Erzbischof von Tarentaise und Kardinal
- Arcet, Jean d’ († 1801), französischer Chemiker
- Arcet, Jean Pierre Joseph d’ (1777–1844), französischer Chemiker

### Arch
- Arch, Hannes (1967–2016), österreichischer Kunstflug-PilotHannes Arch (1967–2016)

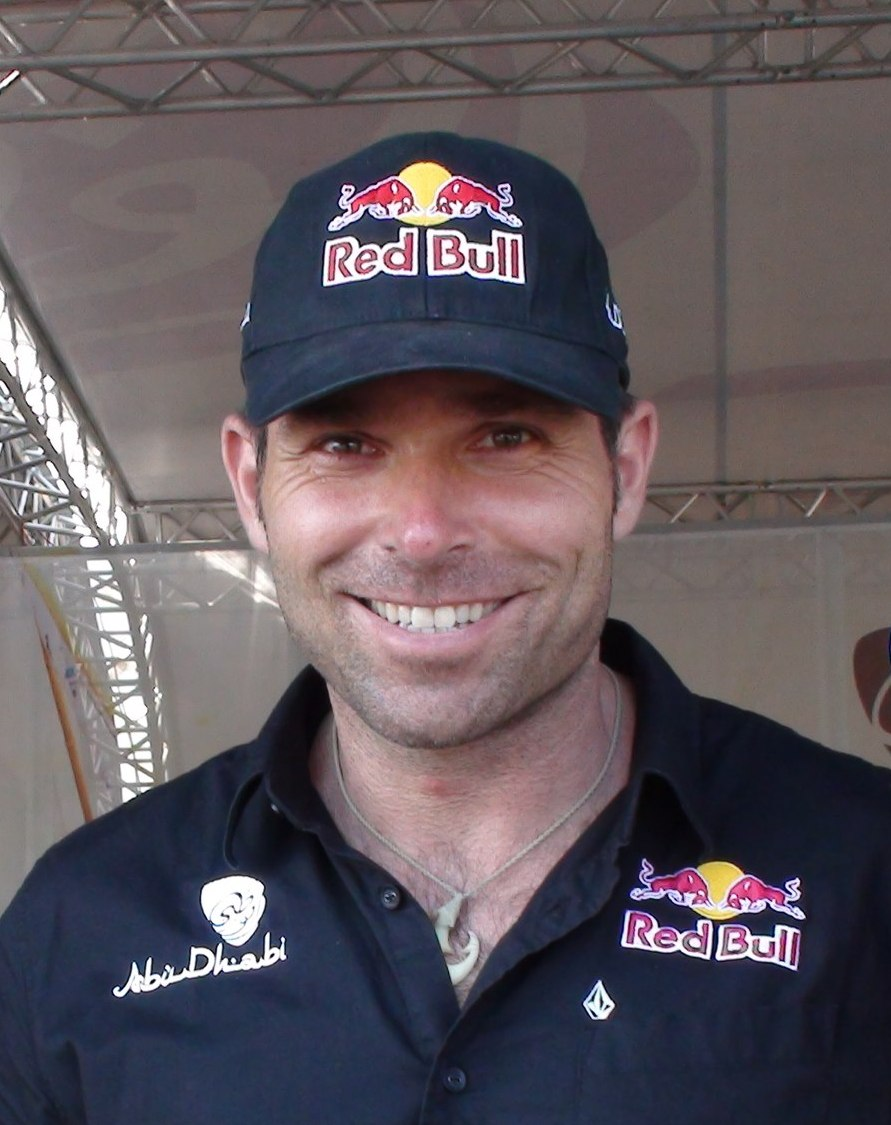
Hannes Arch (1967–2016)

- Arch, Jeff (* 1954), US-amerikanischer Drehbuchautor und Filmproduzent
- Arch, John (* 1959), US-amerikanischer Metal-Sänger
- Arch, Mia (1895–1986), österreichische Malerin und Teppichgestalterin
- Archagathos, antiker griechischer Arzt und Chirurg
- Archainbaud, George (1890–1959), französischer Filmregisseur
- Archambaud de Grailly († 1412), Graf von Bénauges und Foix
- Archambaud I., Vizegraf von Comborn und Turenne
- Archambaud I. († 1212), Graf von Périgord, Vizegraf von Ribérac
- Archambaud II. (Périgord) († 1239), Graf von Périgord
- Archambaud, Maurice (1906–1955), französischer Radrennfahrer
- Archambault II, David, US-amerikanischer Politiker, Schriftsteller und Indianer-Aktivist
- Archambault IX. († 1249), Herr von Bourbon-l’Archambault
- Archambault VII., Herr von Bourbon
- Archambault VIII. (1189–1242), Herr von Bourbon-l’Archambault
- Archambault, Adelard (1860–1923), US-amerikanischer Politiker
- Archambault, Gilles (* 1933), frankokanadischer Schriftsteller
- Archambault, Jean-Jacques (1919–2001), kanadischer Elektrotechniker
- Archambault, Lee (* 1960), US-amerikanischer Astronaut
- Archambault, Louis (1915–2003), kanadischer Bildhauer
- Archambeault, Joseph-Alfred (1859–1913), kanadischer römisch-katholischer Geistlicher
- Archan, Isabella (* 1965), österreichische Schauspielerin, Hörspielsprecherin und Krimiautorin
- Archangelski, Alexander Alexandrowitsch (1892–1978), sowjetischer Flugzeugkonstrukteur
- Archangelski, Alexander Andrejewitsch (1846–1924), russischer Kirchenmusiker, Komponist und Chorleiter
- Archangelski, Andrei Dmitrijewitsch (1879–1940), russischer Geologe und Paläontologe, Hochschullehrer
- Archard, Bernard (1916–2008), britischer Schauspieler
- Archbold, Dwayne (* 1980), US-amerikanischer Basketballspieler
- Archbold, Richard (1907–1976), US-amerikanischer Zoologe und Philanthrop
- Archbold, Shane (* 1989), neuseeländischer RadrennfahrerShane Archbold (* 1989)

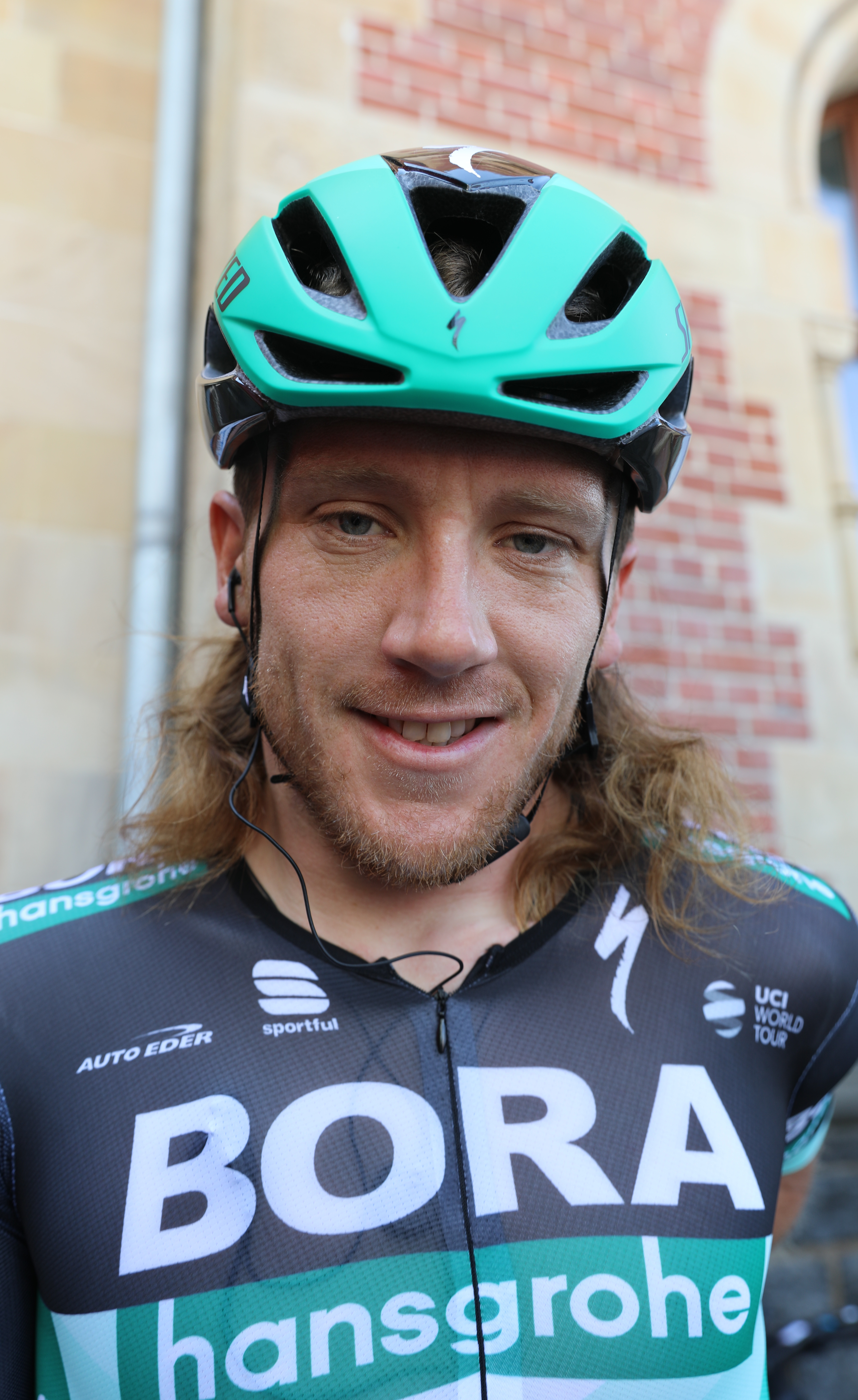
Shane Archbold (* 1989)

- Archdale, Helen (1876–1949), schottisch-britische Frauenrechtlerin, Suffragette und Journalistin
- Archdale, John (* 1642), englischer Politiker; Gouverneur der Province of Carolina
- Archdall, Mervyn (1723–1791), irischer Geistlicher und Historiker
- Archdeacon, Ernest (1863–1950), französischer Flugpionier
- Archebios, indischer König
- Archedamos, Olympionike der Olympischen Spiele der Antike
- Archedike, Tochter des athenischen Tyrannen Hippias
- Archelaos, Feldherr Alexanders des Großen
- Archelaos, Feldherr Mithridates’ VI. von Pontos
- Archelaos, griechischer Dichter
- Archelaos, griechischer Philosoph
- Archelaos, makedonischer Feldherr
- Archelaos, makedonischer Festungskommandant von Tyros
- Archelaos, makedonischer Prinz
- Archelaos, Priesterfürst von Komana
- Archelaos, Archon von Athen
- Archelaos († 55 v. Chr.), König von Komana, Mann Berenikes IV.
- Archelaos († 17), König von Kappadokien
- Archelaos I. († 399 v. Chr.), König von Makedonien (413 v. Chr. – 399 v. Chr.)
- Archelaos von Priene, griechischer Bildhauer
- Archell, Graham (* 1950), englischer Fußballspieler
- Archemachos von Euböa, antiker griechischer Historiker
- Archeneides, griechischer Töpfer
- Archenhold, Alice (1874–1943), deutsche Astronomin
- Archenhold, Friedrich Simon (1861–1939), deutscher Astronom und Mitbegründer der nach ihm benannten Archenhold-Sternwarte in Berlin-Treptow
- Archenholz, Johann Wilhelm von († 1812), preußischer Historiker und Publizist
- Archeptolemos († 411 v. Chr.), griechischer Politiker, Oligarch Athens
- Archer, Alexander (1908–1979), britischer Eishockeyspieler und -trainer
- Archer, Anne (* 1947), US-amerikanische SchauspielerinAnne Archer (* 1947)

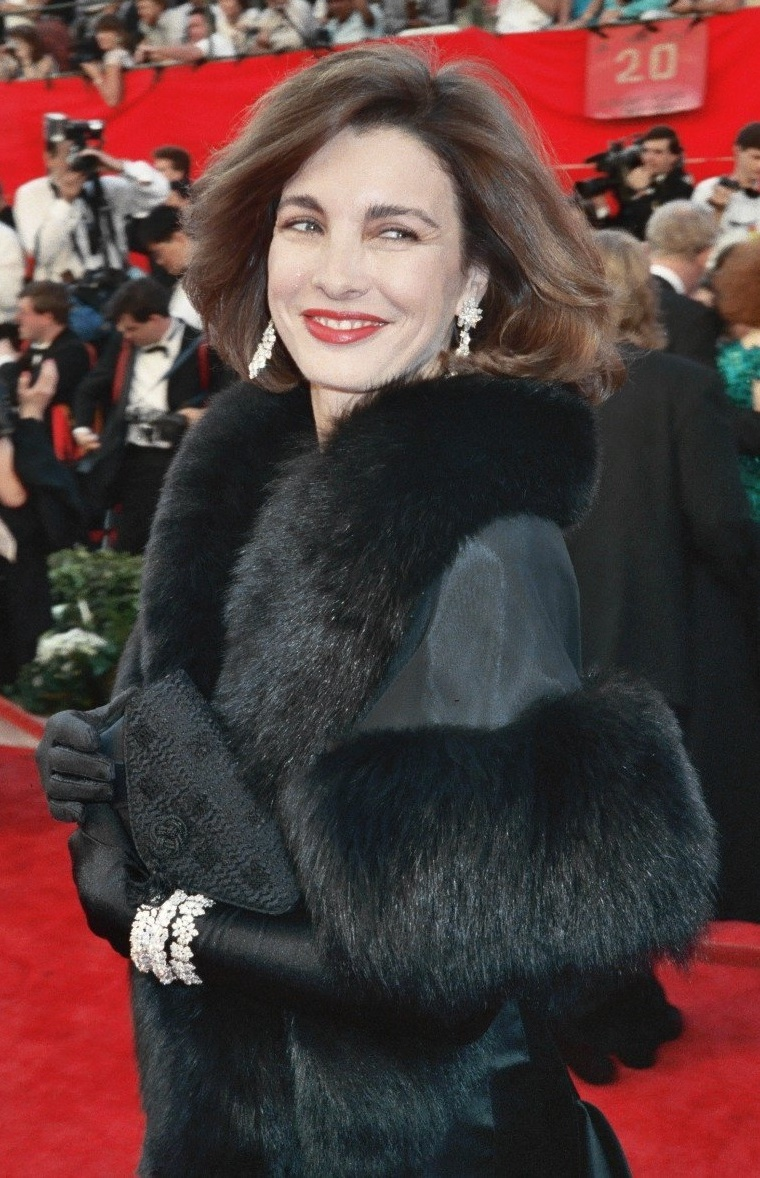
Anne Archer (* 1947)

- Archer, Anton († 1505), bernischer Heerführer und Staatsmann
- Archer, Beverly (* 1948), US-amerikanische Schauspielerin und Drehbuchautorin
- Archer, Bill (1880–1962), englischer Fußballspieler
- Archer, Cam (* 1981), US-amerikanischer Independent-Filmer und Fotograf
- Archer, Cameron (* 2001), englischer Fußballspieler
- Archer, Carl (* 1948), Sprinter aus Trinidad und Tobago
- Archer, Colin (1832–1921), norwegischer Schiffskonstrukteur
- Archer, David (* 1960), US-amerikanischer Geologe und Hochschullehrer
- Archer, David D. Jr, stellvertretender Gouverneur der Britischen Jungferninseln
- Archer, Dennis (* 1942), US-amerikanischer Jurist, Politiker und ehemaliger Bürgermeister von Detroit
- Archer, Ernest (1910–1990), britischer Artdirector und Szenenbildner
- Archer, Ethel (1885–1961), britische Dichterin und Esoterikerin
- Archer, Eugene (1930–1973), US-amerikanischer Filmkritiker und Drehbuchautor
- Archer, Franz Seraphim (1813–1879), österreichischer Jurist und Politiker
- Archer, Frederick Scott (1813–1857), britischer Bildhauer und Fotopionier, Entwickler der Kollodium-Nassplatte
- Archer, Gem (* 1966), britischer MusikerGem Archer (* 1966)

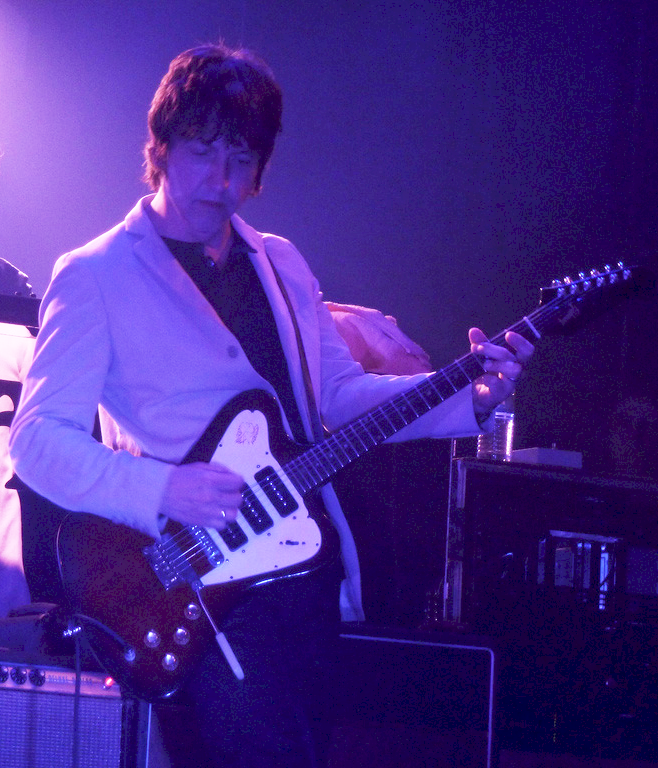
Gem Archer (* 1966)

- Archer, Geoffrey Francis (1882–1964), britischer Kolonialadministrator
- Archer, George (1939–2005), US-amerikanischer Golfer
- Archer, Georgiana (1827–1882), schottische Lehrerin in Berlin
- Archer, Gleason Leonard (1916–2004), US-amerikanischer Anwalt, Alttestamentler, Lehrer und Autor
- Archer, Hazel Larsen (1921–2001), US-amerikanische Fotografin und Hochschullehrerin
- Archer, Holly (* 1993), britische Mittelstreckenläuferin
- Archer, Jack, britisch-irischer Schauspieler
- Archer, Jack (1921–1997), englischer Sprinter
- Archer, James Jay (1817–1864), General der Konföderierten Staaten von Amerika im Amerikanischen Bürgerkrieg
- Archer, Jeffrey (* 1940), britischer Politiker, Mitglied des House of Commons und AutorJeffrey Archer (* 1940)

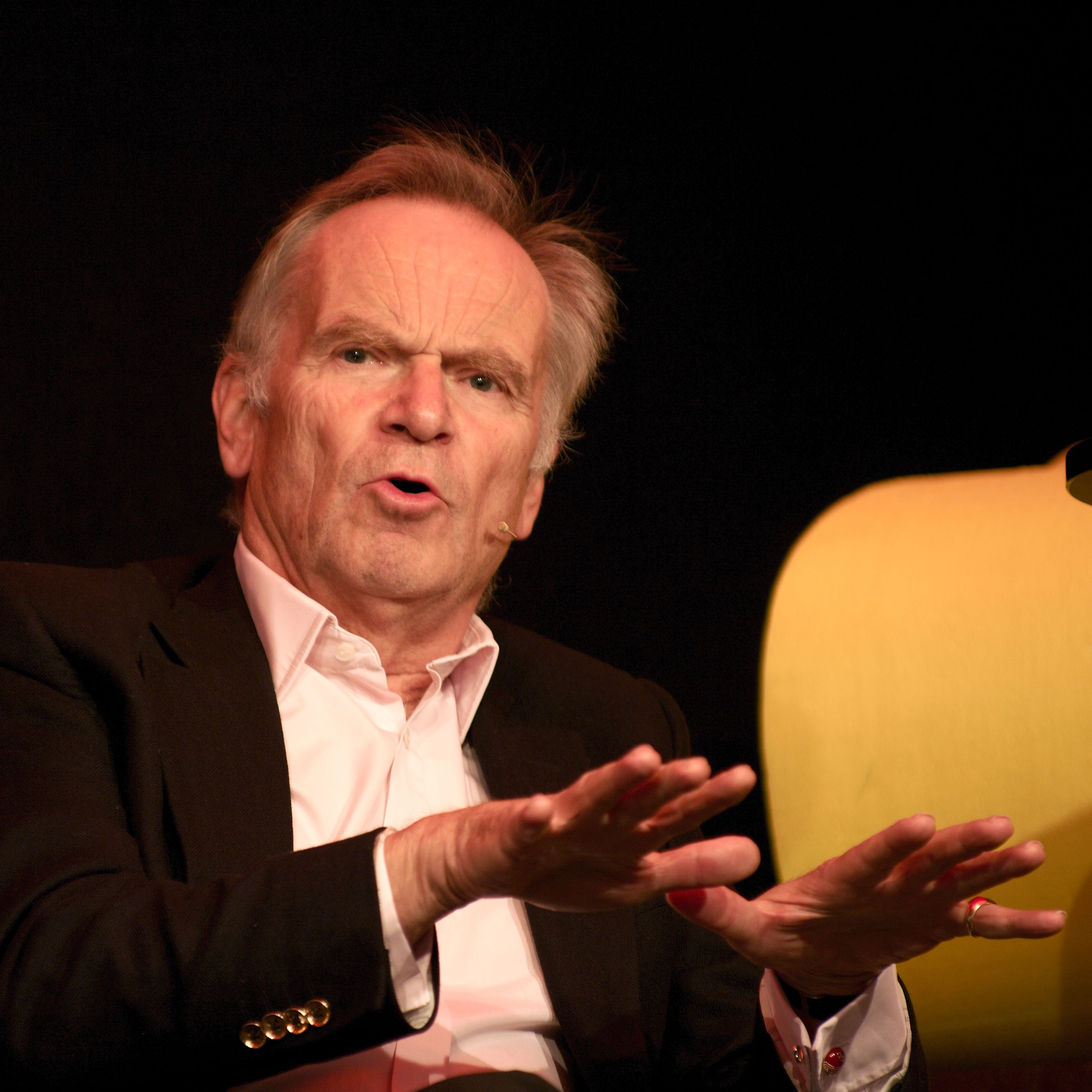
Jeffrey Archer (* 1940)

- Archer, Joey (1938–2025), US-amerikanischer Boxer
- Archer, Jofra (* 1995), englischer Cricketspieler
- Archer, John (1741–1810), US-amerikanischer Politiker
- Archer, John (1915–1999), US-amerikanischer Schauspieler
- Archer, John (1924–1999), britischer General
- Archer, John (1936–1987), englischer Fußballtorhüter
- Archer, Johnny (* 1968), US-amerikanischer Poolbillardspieler
- Archer, Jordan (* 1993), schottischer Fußballtorhüter
- Archer, Kimberly (* 1973), US-amerikanische Komponistin und Hochschullehrerin
- Archer, Lance (* 1977), US-amerikanischer Wrestler
- Archer, Lee (* 1972), englischer Fußballspieler
- Archer, Liam (1892–1969), irischer Offizier, Chef des Generalstabes
- Archer, Malcolm (* 1952), britischer Organist, Chorleiter und Komponist
- Archer, Margaret S. (1943–2023), britische Soziologin
- Archer, Maria (1899–1982), portugiesische Schriftstellerin und Aktivistin
- Archer, Martin (* 1957), britischer Jazzmusiker
- Archer, Michael (* 1945), australischer Paläontologe
- Archer, Michael Dan (* 1955), britischer Bildhauer
- Archer, Mildred (1911–2005), britische Ethnologin und Kunsthistorikerin
- Archer, Neill (* 1961), englischer Opernsänger (Tenor)
- Archer, Nuscha de (* 1934), deutsche Kostümbildnerin
- Archer, Peter, Baron Archer of Sandwell (1926–2012), britischer Politiker (Labour Party), Mitglied des House of Commons
- Archer, Phil (* 1952), englischer Fußballspieler
- Archer, Philip Edward (1925–2002), ghanaischer Chief Justice (1991–1995)
- Archer, Phillip (* 1972), englischer Golfsportler
- Archer, Rudolph W. (1869–1932), US-amerikanischer Politiker
- Archer, Simon (* 1973), britischer Badmintonspieler
- Archer, Stevenson (1786–1848), US-amerikanischer Jurist und Politiker
- Archer, Stevenson (1827–1898), US-amerikanischer Politiker
- Archer, Tasmin (* 1963), britische Soul-, Pop- und Rocksängerin sowie Songwriterin
- Archer, Thomas (1668–1743), englischer Architekt des Barock
- Archer, Tommy (* 1954), US-amerikanischer Rennfahrer
- Archer, Tony (* 1938), britischer Jazzmusiker (Kontrabass)
- Archer, Vicente, US-amerikanischer Jazzmusiker
- Archer, Violet (1913–2000), kanadische Komponistin
- Archer, William (1856–1924), schottischer Theaterkritiker
- Archer, William Reynolds junior (* 1928), US-amerikanischer Politiker
- Archer, William S. (1789–1855), US-amerikanischer Politiker (Whig Party)
- Archer-Gilligan, Amy (1869–1962), US-amerikanische MörderinAmy Archer-Gilligan (1869–1962)

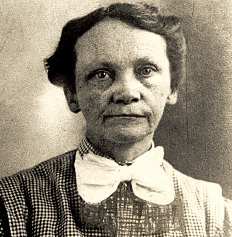
Amy Archer-Gilligan (1869–1962)

- Archer-Wills, Anthony (* 1946), britischer Autor und Gartendesigner
- Archerd, William Dale (1912–1977), US-amerikanischer Serienmörder
- Archereau, Henri Adolphe (1819–1893), französischer Wissenschaftler und Erfinder
- Archermos, griechischer Bildhauer
- Archestratos, athenischer Feldherr
- Archestratos von Gela, griechischer Dichter
- Archetti, Giovanni Andrea (1731–1805), römisch-katholischer Kardinal
- Archetti, Luigi (* 1955), italienischer Maler, Komponist und Musiker
- Archevolti, Schmuel († 1611), jüdischer Grammatiker und Dichter
- Archey, Jimmy (1902–1967), US-amerikanischer Jazz-Posaunist und Bandleader
- Archi, Alfonso (1864–1938), italienischer Geistlicher, Autor, Bischof von Como und Erzbischof von Cesena
- Archia, Tom (1919–1977), US-amerikanischer Jazzsaxophonist
- Archiac, Adolphe d’ (1802–1868), französischer Geologe und Paläontologe
- Archiadas, spätantiker griechischer Philosoph
- Archias, Architekt und Erbauer des Palastschiffes Syracusia
- Archias, griechischer Gründer von Syrakus
- Archias, italisch-griechischer Schauspieler
- Archias, Statthalter der Ptolemäer auf Zypern
- Archias von Pella, makedonischer Offizier Alexanders des Großen
- Archias, Aulus Licinius, griechischer Dichter, von Cicero verteidigt
- Archiati, Pietro (1944–2022), italienischer Autor und Anthroposoph
- Archibald († 1298), schottischer Geistlicher
- Archibald, Adams George (1814–1892), kanadischer Rechtsanwalt und Politiker
- Archibald, Adrian (* 1969), englischer Motorradrennfahrer
- Archibald, Craig (* 1963), kanadischer Schauspieler, Filmproduzent und Schauspiellehrer
- Archibald, Darren (* 1990), kanadischer Eishockeyspieler
- Archibald, Dave (* 1969), kanadischer Eishockeyspieler und -trainer
- Archibald, Don (1906–1968), kanadischer Fußballspieler
- Archibald, Edward (1884–1965), kanadischer Stabhochspringer
- Archibald, Emanuel (* 1994), guyanischer Leichtathlet
- Archibald, Frank C. (1857–1935), US-amerikanischer Jurist und Politiker
- Archibald, George (* 1946), kanadischer Naturschützer
- Archibald, J. David (* 1950), US-amerikanischer Zoologe und Wirbeltier-Paläontologe
- Archibald, J. F. (1856–1919), australischer Journalist
- Archibald, Jan (* 1949), britische Maskenbildnerin, Visagistin und Expertin für Make-up-Design
- Archibald, Jeffrey (* 1952), neuseeländischer Hockeyspieler
- Archibald, Joey (1914–1998), US-amerikanischer Boxer
- Archibald, John (* 1990), britischer Radsportler
- Archibald, Josh (* 1992), US-amerikanisch-kanadischer Eishockeyspieler
- Archibald, Julani (* 1991), Fußballtorhüter von St. Kitts und Nevis
- Archibald, Katie (* 1994), schottische Radrennfahrerin
- Archibald, Matthew (* 1986), neuseeländischer Bahnradsportler
- Archibald, Murray (1917–2006), schottischer Fußballspieler
- Archibald, Nate (* 1948), US-amerikanischer BasketballspielerNate Archibald (* 1948)

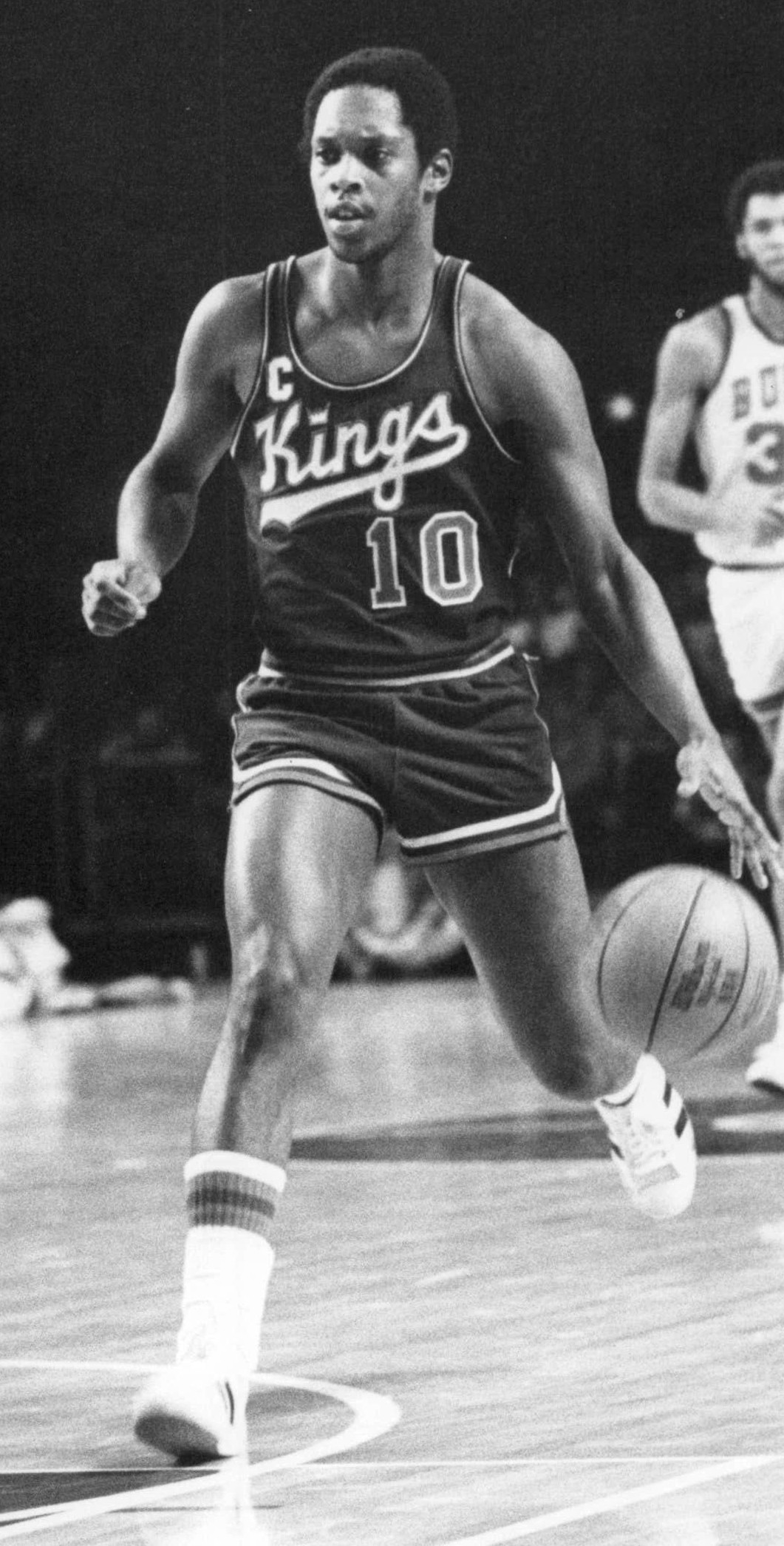
Nate Archibald (* 1948)

- Archibald, Raymond Clare (1875–1955), kanadischer Mathematiker
- Archibald, Robert (1980–2020), schottischer Basketballspieler
- Archibald, Robert (* 1984), australischer Polospieler
- Archibald, Steve (* 1956), schottischer Fußballspieler und -trainer
- Archibald, Tom (* 1950), kanadischer Mathematikhistoriker
- Archibald, Zevon (* 1982), Fußballspieler von St. Kitts und Nevis
- Archibios, Anhänger Kleopatras
- Archibold, Franklin (* 1997), panamaischer Radrennfahrer
- Archibold, Leyka (* 1997), panamaische Hürdenläuferin
- Archibong, Koko (* 1981), US-amerikanisch-nigerianischer Basketballspieler
- Archibugi, Daniele (* 1958), italienischer Ökonom
- Archibugi, Francesca (* 1960), italienische Filmregisseurin, Drehbuchautorin und Schauspielerin
- Archidameia († 241 v. Chr.), spartanische Adlige
- Archidamos II., spartanischer Feldherr und Politiker
- Archidamos III. († 338 v. Chr.), König von Sparta
- Archidamos IV., König von Sparta
- Archidamos V. († 227 v. Chr.), spartanischer König
- Archigenes von Apameia, antiker griechischer Mediziner
- Archikles, attischer Töpfer
- Archilei, Vittoria, italienische Sängerin (Sopran) und Lautenistin
- Archilla, Elliot (* 1946), puerto-ricanischer Biathlet
- Archilochos, griechischer Lyriker
- Archimandritis, Armanto (* 1986), zyprischer Radrennfahrer
- Archimède, Gerty (1909–1980), französische Anwältin, Aktivistin und Politikerin
- Archimedes († 212 v. Chr.), griechischer Mathematiker, Physiker und IngenieurArchimedes († 212 v. Chr.)

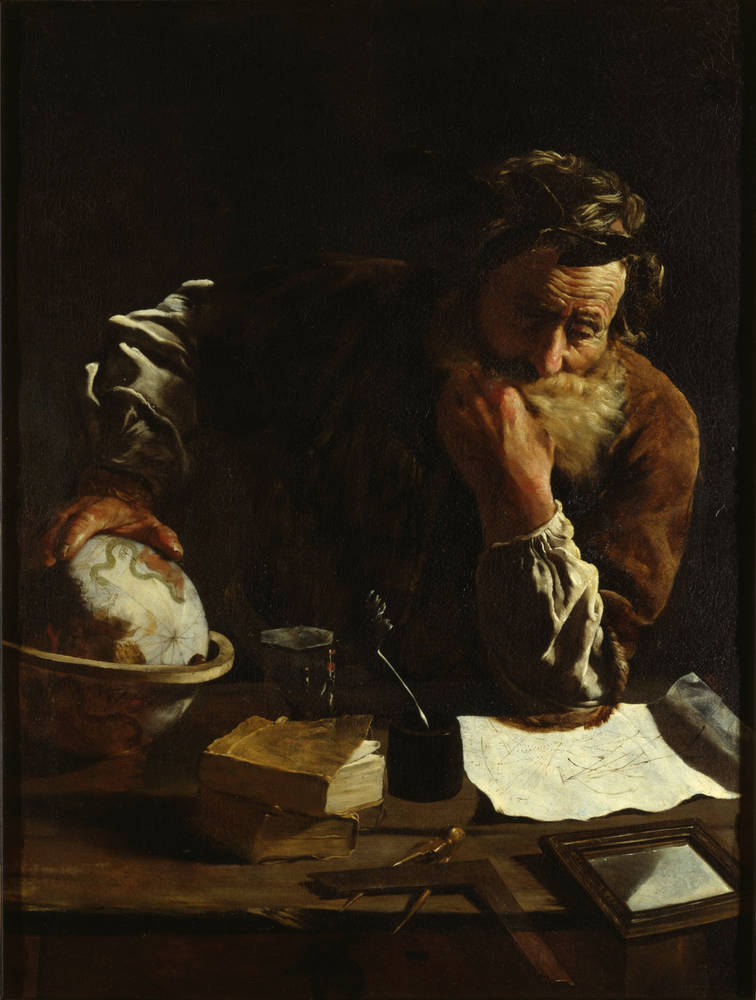
Archimedes († 212 v. Chr.)

- Archimowitz, Max (1920–2000), deutscher Politiker (SPD), MdL
- Archinard, Daniel (1698–1755), deutscher reformierter Pfarrer
- Archinard, Louis (1850–1932), französischer General in Französisch-Westafrika
- Archinos, athenischer Politiker und Redner
- Archinto, Alberico (1698–1758), Kardinal der katholischen Kirche
- Archinto, Aurelio (1588–1622), italienischer Priester, Bischof von Como
- Archinto, Carlo (1670–1732), italienischer Adliger
- Archinto, Filippo (1500–1558), italienischer Protonotar, Nuntius und Erzbischof von Mailand
- Archinto, Filippo (1549–1632), italienischer Adliger, Erzpriester und Bischof von Como
- Archinto, Giovanni († 1799), Kardinal der Römischen Kirche
- Archinto, Giuseppe (1651–1712), Kardinal der Römischen Kirche
- Archipenko, Alexander (1887–1964), ukrainisch-US-amerikanischer BildhauerAlexander Archipenko (1887–1964)

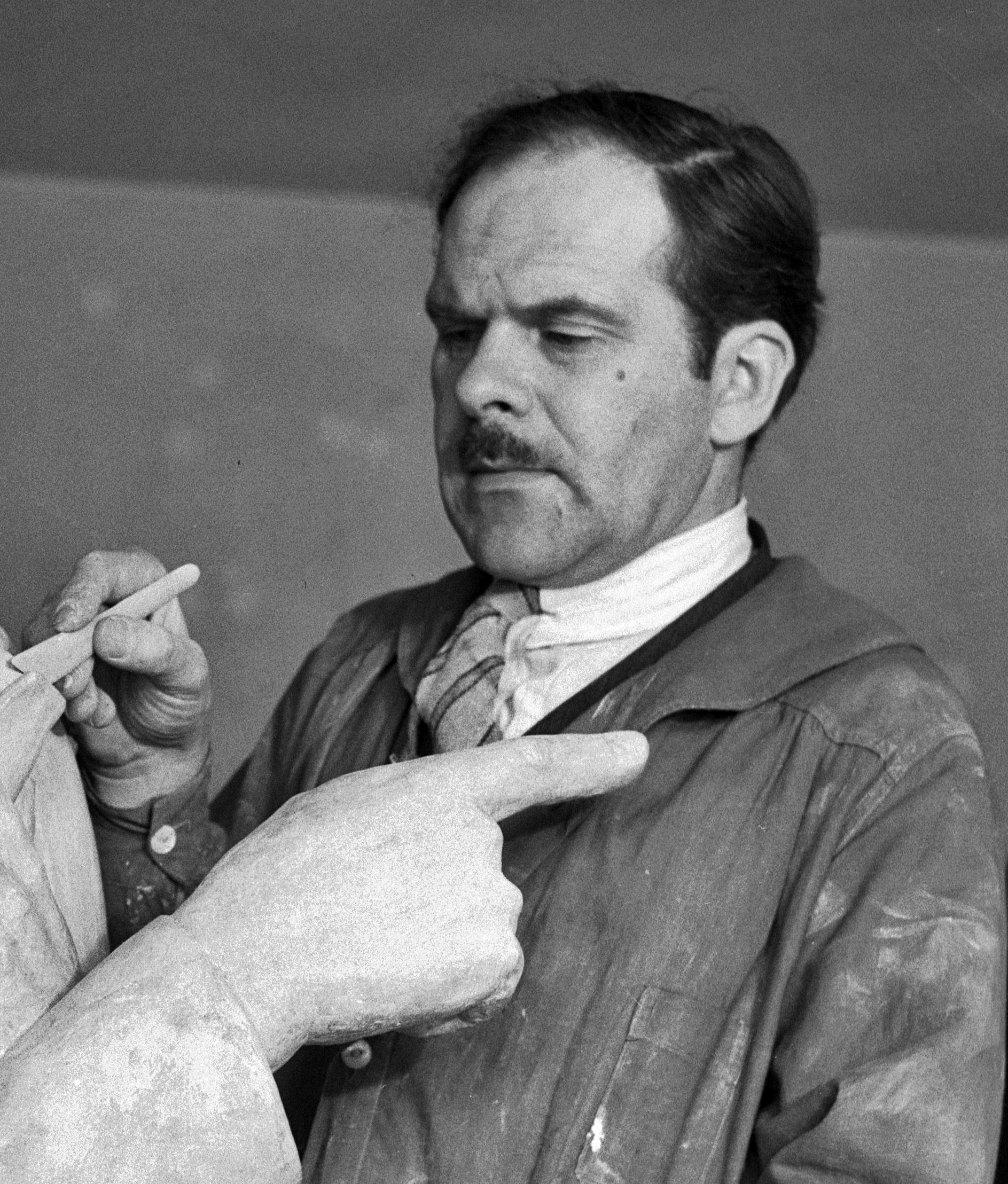
Alexander Archipenko (1887–1964)

- Archipenko, Alexander Wassiljewitsch (* 1980), russischer Skeletonpilot
- Archipoeta, lateinischsprachiger Dichter des Mittelalters; Vertreter der Vagantendichtung
- Archipow, Abram Jefimowitsch (1862–1930), russisch-sowjetischer Maler
- Archipow, Alexander Nikolajewitsch († 1836), russischer Bergingenieur und Metallurg
- Archipow, Artjom Sergejewitsch (* 1996), russischer Fußballspieler
- Archipow, Denis Michailowitsch (* 1979), russischer Eishockeyspieler
- Archipow, Dmitri Nikolajewitsch (* 1981), russischer Freestyle-Skisportler
- Archipow, Iwan Wassiljewitsch (1907–1997), sowjetischer Erster Stellvertretender Ministerpräsident
- Archipow, Wassili Alexandrowitsch (1926–1998), sowjetischer Offizier, der während der Kubakrise mit hoher Wahrscheinlichkeit einen Nuklearkrieg verhinderte
- Archipowa, Anastassija Iwanowna (* 1955), russische Malerin und Illustratorin
- Archipowa, Anna Walerjewna (* 1973), russische Basketballspielerin
- Archipowa, Irina Konstantinowna (1925–2010), sowjetische Mezzosopranistin
- Archipowa, Valentina (1918–1943), sowjetische Fremdarbeiterin, Opfer der NS-Kriegsjustiz
- Archipowa, Weronika (* 2002), russische Sprinterin
- Archippos von Tarent, griechischer Philosoph, Pythagoreer
- Archippus, Jünger Jesu, Bischof von Kolossae
- Architecctus, Antonius, römischer Architekt
- Architekt (* 1980), deutscher Rapper
- Archives, Nia (* 1999), britische DJ und Techno-Produzentin
- Archner, Hans-Peter (* 1954), deutscher Journalist und Hörfunkredakteur
- Archon († 321 v. Chr.), Satrap von Babylon
- Archubi, Rodrigo (* 1985), argentinischer Fußballspieler
- Archuleta, David (* 1990), US-amerikanischer PopsängerDavid Archuleta (* 1990)

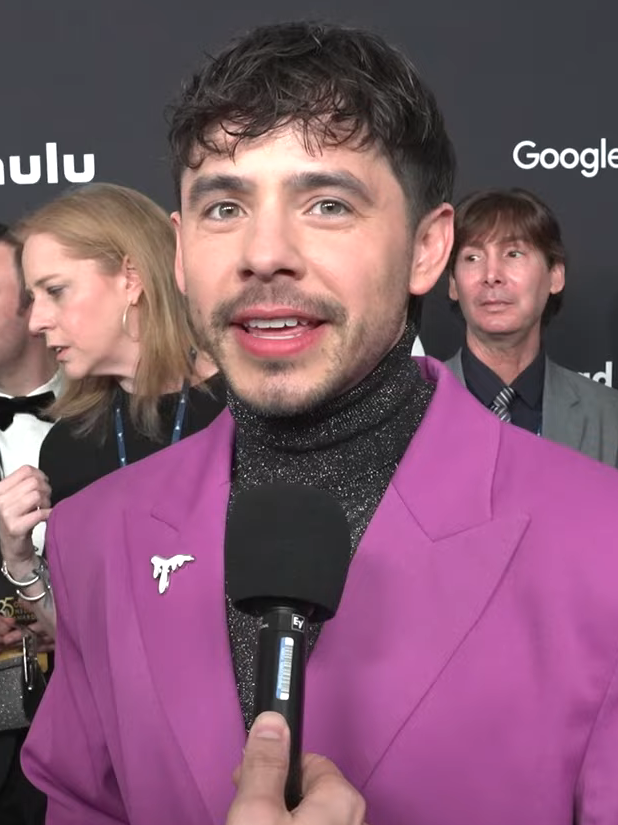
David Archuleta (* 1990)

- Archundia, Benito (* 1966), mexikanischer Fußballschiedsrichter
- Archypenko, Wassyl (* 1957), ukrainischer Hürdenläufer
- Archyptschuk, Wadym (1937–1973), sowjetisch-ukrainischer Sprinter
- Archytas von Tarent, griechischer Staatsmann, Philosoph und Mathematiker

### Arci
- Arcia, Hachim (* 1988), Fußballspieler aus Trinidad und Tobago
- Arcidiacono, Andrea (* 1966), Schweizer Kommunikationsmanager und Bundesratssprecher
- Arcidiacono, Angelo (1955–2007), italienischer Säbelfechter
- Arcidiacono, Federica (* 1993), italienische Tennisspielerin
- Arcidiacono, Saro (1886–1972), italienischer Schauspieler
- Arciero, Alfredo (* 1966), italienischer Filmschaffender
- Arcimboldi, Giovanni (1430–1488), italienischer Bischof und Kardinal
- Arcimboldi, Giovanni Angelo (1485–1555), Päpstlicher Legat und Ablasshändler, Bischof von Novara und Erzbischof von Mailand
- Arcimboldi, Guidantonio († 1497), Militär und Erzbischof von Mailand
- Arcimboldo, Giuseppe († 1593), italienischer Maler des ManierismusGiuseppe Arcimboldo († 1593)

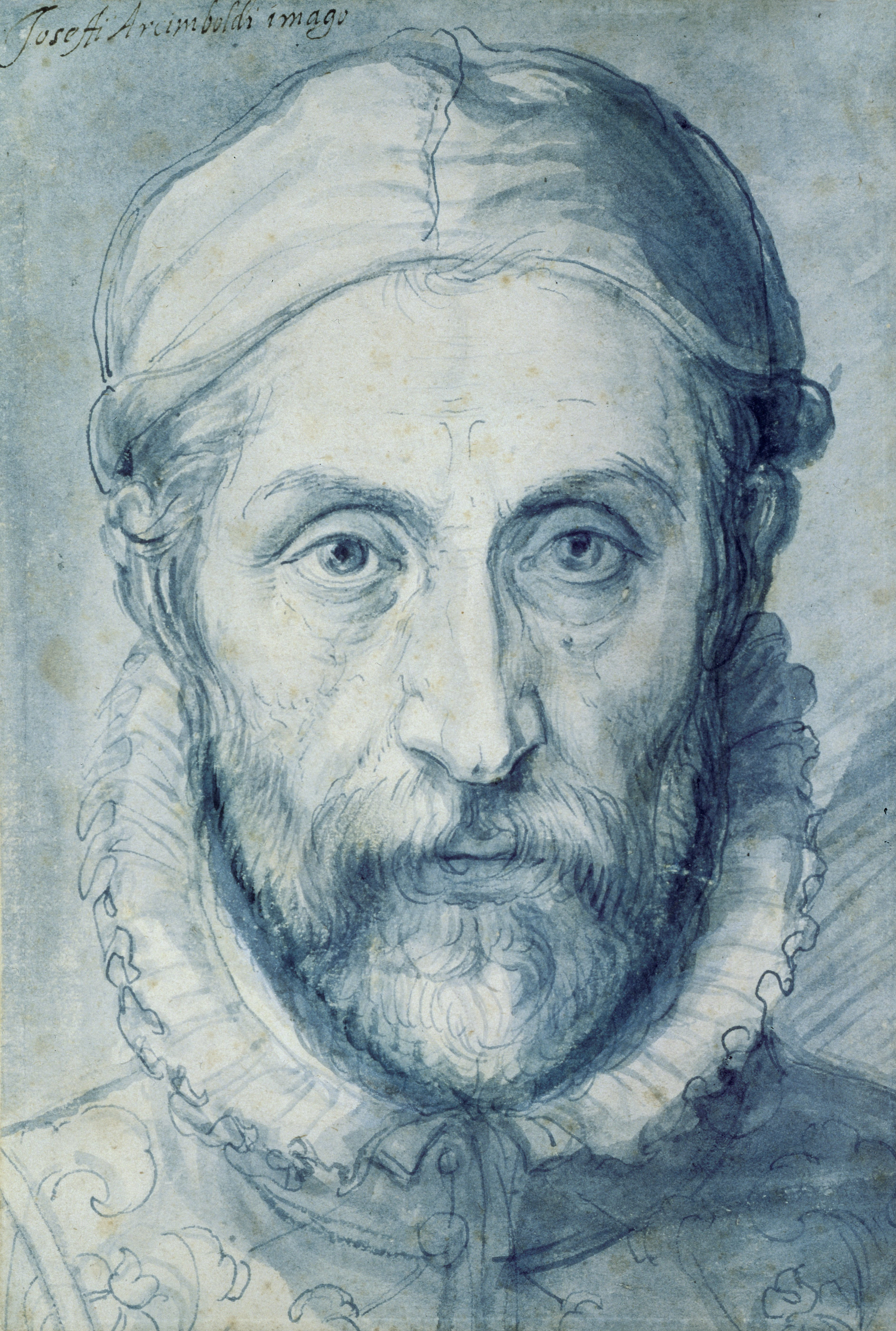
Giuseppe Arcimboldo († 1593)

- Arcimowicz, Władysław (1900–1942), polnischer Literaturkritiker und Polonist
- Arciniega, Elizabeth, mexikanische Schauspielerin und Wahlschweizerin
- Arciniega, Max (* 1987), US-amerikanischer Schauspieler
- Arciniega, Mirelle (* 1992), mexikanische Fußballspielerin
- Arciniegas Patiño, Laura Daniela (* 1997), kolumbianische Tennisspielerin
- Arciniegas, Germán (1900–1999), kolumbianischer Politiker, Schriftsteller und Journalist
- Arcioni, Antonio († 1405), italienischer Kardinal der Römischen Kirche
- Arcioni, Antonio (1811–1859), Schweizer Offizier und General
- Arcioni, Giovanni (1827–1898), Schweizer Schriftsteller
- Arcioni, Giulia (* 1986), italienische Sprinterin
- Arcis, Charles Egmond d’ (1887–1971), Schweizer Journalist
- Arciszewski, Krzysztof (1592–1656), polnischer Adeliger und (ab 1637) Vize-Gouverneur und Admiral von Niederländisch-Brasilien
- Arciszewski, Tomasz (1877–1955), polnischer Politiker, Mitglied des Sejm, Ministerpräsident Polens
- Arciuli, Emanuele (* 1965), italienischer Pianist

### Arck
- Arckenhausen, Johann (1784–1855), deutscher Zeichenlehrer, Zeichner und Illustrator botanischer und zoologischer Werke
- Arckenholtz, Johan (1695–1777), finnischer Historiker

### Arcl
- Arclais de Montamy, Didier-François d’ (1702–1765), französischer Staatsbeamter, Naturgelehrter und Enzyklopädist

### Arco
- Arco auf Valley, Anton Graf von (1897–1945), deutscher Adeliger, Jurist und AttentäterAnton Graf von Arco auf Valley (1897–1945)

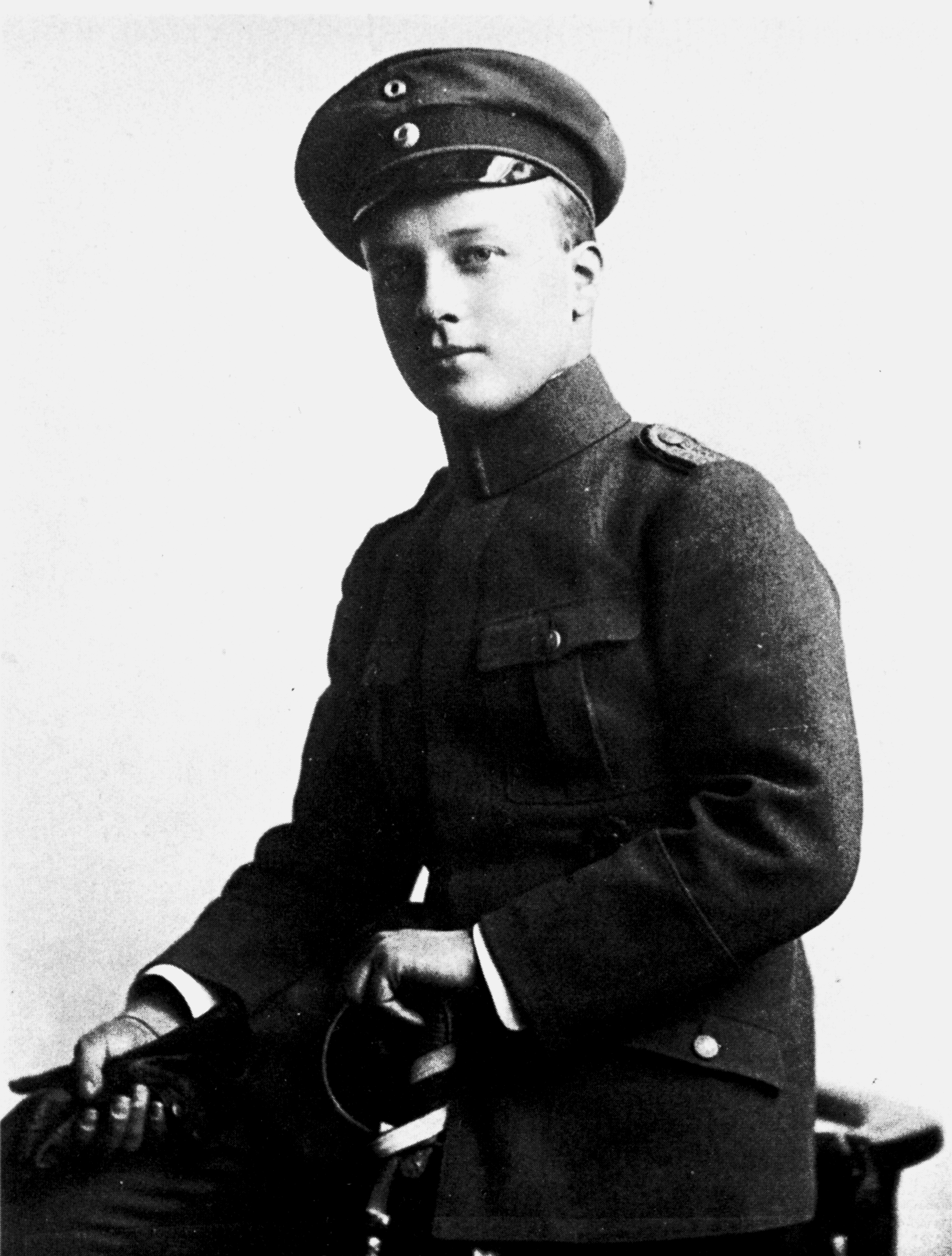
Anton Graf von Arco auf Valley (1897–1945)

- Arco auf Valley, Ludwig Aloys von (1845–1891), deutscher Diplomat
- Arco, Carlo d’ († 1873), italienischer Kunsthistoriker, Maler und Nationalökonom
- Arco, Fredy (* 1958), spanischer ehemaliger Kinderdarsteller
- Arco, Georg Graf von (1869–1940), deutscher Physiker und Elektroingenieur, Mitbegründer der Telefunken AG
- Arco, Giambattista Gherardo d’ (1739–1791), nationalökonomischer Autor
- Arco, Johann Baptist von († 1715), Generalfeldmarschall des Kurfürstentums Bayern im Spanischen Erbfolgekrieg
- Arco, Johann Philipp von (1652–1704), Kommandant der Festung Alt-Breisach im Spanischen Erbfolgekrieg
- Arco, Joseph Adam von (1733–1802), Bischof von Königgrätz, Fürstbischof von Seckau
- Arco, Joseph Franz Valerian von (1686–1746), Fürstbischof von Chiemsee
- Arco-Stepperg, Aloys von (1808–1891), bayerischer Gutsbesitzer, Offizier und Politiker
- Arco-Valley, Emmerich von (1852–1909), deutscher Diplomat
- Arco-Valley, Maximilian von (1806–1875), bayerischer Gutsbesitzer und Politiker
- Arco-Zinneberg, Ludwig von (1840–1882), bayerischer Politiker
- Arco-Zinneberg, Max von (1908–1937), deutscher Automobilrennfahrer
- Arco-Zinneberg, Maximilian von (1811–1885), Adeliger, Schlossherr, Person der Bayerischen GeschichteMaximilian von Arco-Zinneberg (1811–1885)

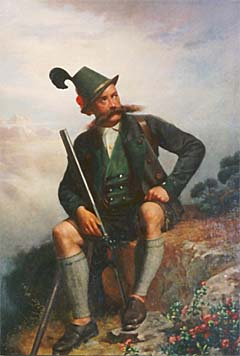
Maximilian von Arco-Zinneberg (1811–1885)

- Arcobello, Mark (* 1988), US-amerikanischer Eishockeyspieler
- Arcolani, Giovanni, italienischer Chirurg
- Arcoleo, Josh (* 1989), britischer Jazzmusiker (Saxophon, Komposition)
- Arçon, Jean Claude Eléonore Le Michaud d’ (1733–1800), französischer General und Ingenieur
- Arcón, Luis (* 1992), venezolanischer Boxer
- Arconada, José (* 1964), spanischer Mittelstreckenläufer
- Arconada, Luis (* 1954), spanischer FußballspielerLuis Arconada (* 1954)

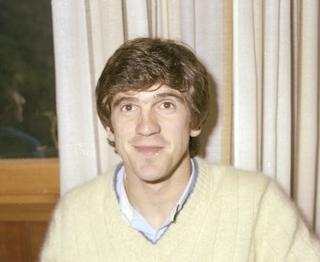
Luis Arconada (* 1954)

- Arconada, Usue Maitane (* 1998), US-amerikanische Tennisspielerin
- Arconati Visconti, Giuseppe (1797–1873), italienischer Politiker
- Arcones, Almudena (* 1979), spanisch-deutsche Astrophysikerin und Hochschullehrerin
- Arconte, Taïryk (* 2003), französischer Fußballspieler
- Arcos Poveda, Paula (* 2001), spanische Handballspielerin
- Arcos, Gustavo (1926–2006), kubanischer Dissident
- Arcos, Levy Rico (* 2006), deutscher Schauspieler
- Arcos, René (1881–1959), französischer Schriftsteller
- Arcoverde de Albuquerque Cavalcanti, André (1878–1955), brasilianischer Geistlicher und römisch-katholischer Bischof von Taubaté
- Arcoverde de Albuquerque Cavalcanti, Joaquim (1850–1930), brasilianischer Geistlicher, Erzbischof von Rio de Janeiro und Kardinal

### Arcq
- Arcq Guzmán, Juan Carlos (* 1966), mexikanischer Geistlicher und römisch-katholischer Bischof von Tacámbaro

### Arct
- Arct, Bohdan (1914–1973), polnischer Autor und Jagdflieger
- Arct, Eugeniusz (1899–1974), polnischer Maler und Hochschullehrer
- Arctander, Aron (1745–1825), norwegischer Polarforscher
- Arctowski, Henryk (1871–1958), polnischer Geophysiker, Meteorologe, Ozeanograf und Polarforscher

### Arcu
- Arcucci, Jean-Michel (* 1975), französischer Squashspieler
- Arcularius, Daniel († 1596), deutscher lutherischer Theologe und Hochschullehrer
- Arcularius, Heinrich (1893–1968), deutscher Tierarzt
- Arcularius, Johann Daniel (1650–1710), deutscher Logiker und lutherischer Theologe
- Arculf, fränkischer Bischof
- Arcuri, Jennifer (* 1985), amerikanische Technologieunternehmerin
- Arcuri, Manuela (* 1977), italienische Schauspielerin
- Arcuri, Mike (* 1959), US-amerikanischer Politiker (Demokratische Partei)
- Arcuri, Serge (1954–2024), kanadischer Komponist
- Arcus, Carlens (* 1996), haitianischer Fußballspieler

### Arcz
- Arczynski, Franz (1886–1946), deutscher Politiker (MSPD, SPD) und Senator der Freien Stadt Danzig (1928–1931)
- Arczyński, Stefan (1916–2022), polnisch-deutscher Fotograf